# Aphanistes decurvihastatus
Aphanistes decurvihastatus är en stekelart som beskrevs av Stephen Donald Hopper 1981. Aphanistes decurvihastatus ingår i släktet Aphanistes och familjen brokparasitsteklar. Inga underarter finns listade i Catalogue of Life.